# ピーチな関係
『ピーチな関係』（ピーチなかんけい）は、1999年10月11日から12月13日まで、日本テレビ系列で毎週月曜日22:00 - 22:54（JST）に放送された読売テレビ制作のテレビドラマ。全10回。主演はいしだ壱成。

## あらすじ
レストランを舞台に、性にコンプレックスを抱く若者たちが前向きに人生を切り開いていく姿を描く、ちょっぴりエッチなラブコメディ。

## キャスト
- 北浜彰一：いしだ壱成
- 桜木奈々子：京野ことみ
- 伊藤ひさ乃：櫻井淳子
- 矢吹愛：山田花子
- 小清水ひとみ：野波麻帆
- 小清水雅嗣：合田雅吏
- 桑田尚文：青木堅治
- 小清水孝枝：鷲尾真知子
- 今岡良樹：別所哲也
- 北浜真澄：高橋ひとみ
- 桜木里佳子：渡辺満里奈
- 桜木すみれ：松下由樹
- 小清水賢治：高橋英樹
- 長谷川初範
- 佐野史郎（友情出演）
- モト冬樹
- 円城寺あや
- 酒井敏也
- 細川茂樹
- 岡田眞澄
- 彦摩呂
- 永田耕一

## スタッフ
- 脚本：鎌田敏夫
- プロデューサー：木村元子、大谷弘
- 演出：日名子雅彦、国本雅広、白川士
- 企画協力：せいさく者、ノアズ
- 制作：よみうりテレビ

## テーマ曲
- 主題歌「SOULS（Peach Bossa Mix）」bird
- エンディングテーマ「ビリジアン」elliott

## サブタイトル
1. 対決
2. 軽蔑
3. 絶望
4. 爆発
5. 再会
6. 真実
7. 束縛
8. 純愛
9. 愛

## 関連商品
- ピーチな関係 Vol.1 - Vol.4(バップ)2000年4月25日発売 VHSの単品商品。

| 読売テレビ 月曜10時枠の連続ドラマ | 読売テレビ 月曜10時枠の連続ドラマ   | 読売テレビ 月曜10時枠の連続ドラマ        |
| 前番組                            | 番組名                              | 次番組                                   |
| --------------------------------- | ----------------------------------- | ---------------------------------------- |
| 女医 （1999.7.5 - 9.13）          | ピーチな関係 （1999.10.11 - 12.13） | シンデレラは眠らない （2000.1.10 - 3.6） |